# Metropolia Évory
Metropolia Évory – metropolia Kościoła rzymskokatolickiego w Portugalii. Składa się z metropolitalnej archidiecezji Évory i dwóch diecezji. Została ustanowiona 4 września 1540. Od 2008 godność metropolity sprawuje abp José Francisco Alves. 
W skład metropolii wchodzą:
- Archidiecezja Évory
- Diecezja Beja
- Diecezja Faro